# Клинцовский автокрановый завод

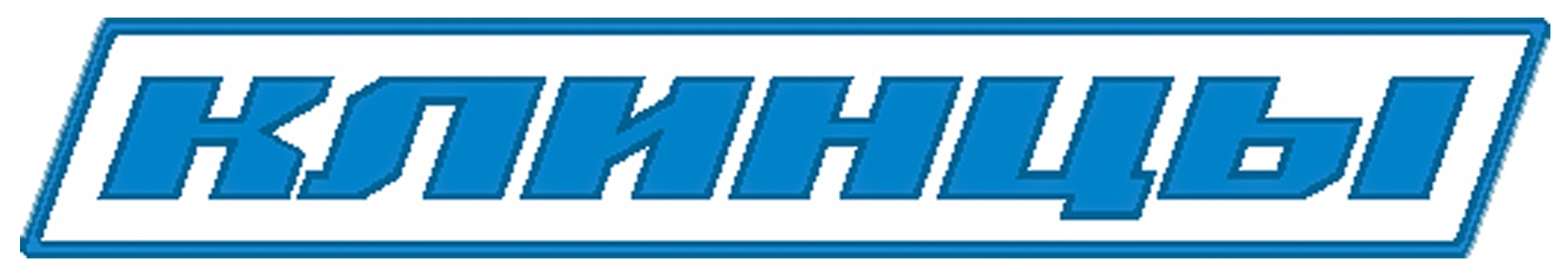
Логотип Клинцовского автокранового завода

Клинцовский автокрановый завод — советская и российская машиностроительная компания, специализирующаяся на выпуске автомобильных, гусеничных кранов, кранов-подъёмников, автогидроподъёмников (автовышек) и краноманипуляторных установок. Полное наименование — Акционерное общество «Клинцовский автокрановый завод». Штаб-квартира и производство расположены в городе Клинцы.

## История
История завода берет своё начало с 1929 года, с небольшой машинно-тракторной мастерской по ремонту сельскохозяйственной техники первых советских тракторов и тракторных двигателей.
В 1941 году по приказу командующего Западным фронтом в Клинцах была организована передвижная ремонтная база, в которую вошла Клинцовская машинно-тракторная мастерская. База на колёсах, ремонтируя боевую технику вблизи передовой, прошла большой путь по дорогам войны, победу встретила в 1945 году в Чехословакии.
В 1946 году мастерская была переименована в ремонтно-механический завод. В этот же период наряду с ремонтом сельскохозяйственной техники завод начал выпускать товарные весы. В послевоенный период начинается строительство новых производственных помещений, осваивается выпуск новой техники.
В 1949 году предприятие было переименовано в Клинцовский механический завод Министерства совхозов РСФСР. В 1951 году начало производить капитальный ремонт автомобилей ГАЗ-51. С 1952 года начался серийный выпуск автомобильных передвижных весов АП-10 с наибольшим пределом взвешивания (НПВ) 10 т, впоследствии выпускались автомобильные передвижные весы РП15 Ш 13 с на 15 т. Эту продукцию завод выпускал на протяжении 37 лет, постоянно совершенствуя их конструкцию и технологию изготовления.
В 1962 году завод приступил к серийному выпуску автомобильных кранов грузоподъёмностью 7,5 т: АК-75Г и АК-75 на шасси автомобиля ЗИЛ-164А, затем АК-75В на шасси автомобиля ЗИЛ-130, с пневмоэлектроуправлением на шасси ЗИЛ. С этого момента автомобильные краны стали основной продукцией завода.

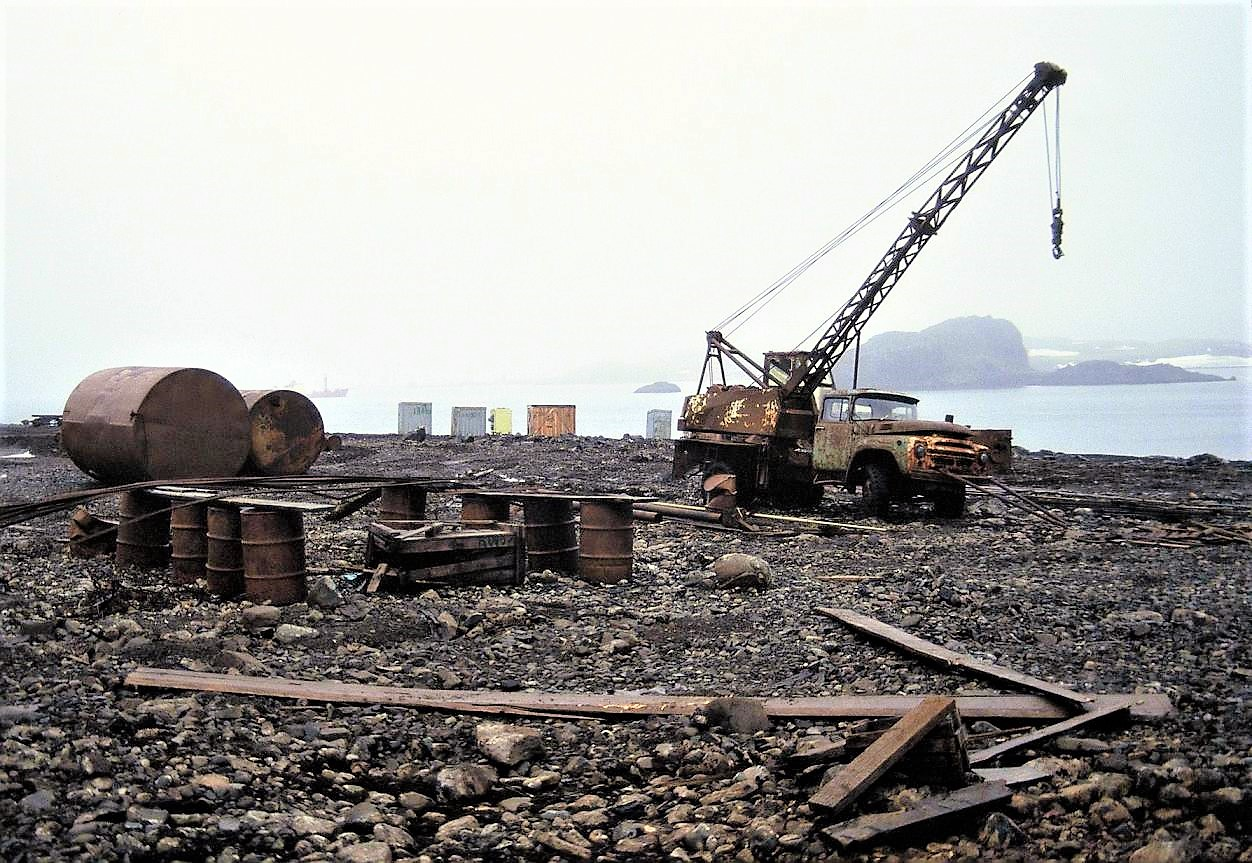
Кран серии КС-2561 в Антарктиде, 1992

13 апреля 1964 года Клинцовскому механическому заводу было присвоено имя Николая Щорса, Героя гражданской войны. В 1969 году завод начал выпуск автомобильных кранов с индексом «МКА» грузоподъёмностью 16 т с гидроопорами на шасси КрАЗ. В 1976 году завод освоил выпуск мостовых подвесных электрических кранов грузоподъёмностью 1 т длиной от 3,6 до 24 м. С 1980 года по конец 1990-х годов предприятием выпускались автомобильные краны грузоподъёмностью 6,3 т: КС-2561 Д, КС-2561 К, КС-2561 К-1, а также до 2001 года модификация КС-2561 М на шасси автомобиля повышенной проходимости ЗИЛ-131.

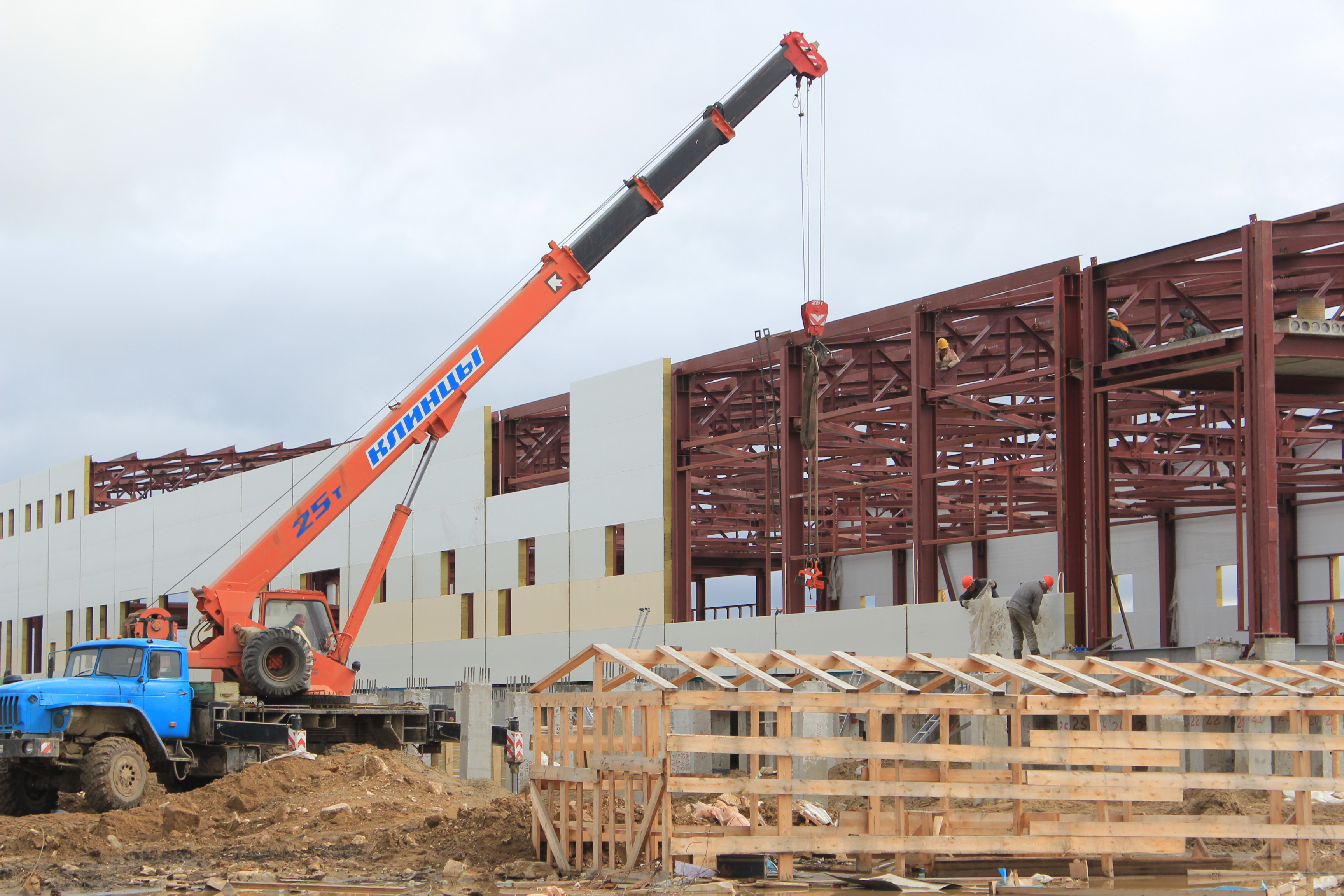
Автокран на железнодорожной станции Нижний Бестях, 2012 (напротив Якутска)

После распада СССР, предприятие было приватизировано. В 1992 году, после отработки и испытаний предприятие начало выпуск автомобильных кранов КС-2574 на шасси ЗИЛ- 4331 грузоподъёмностью 8 т с гидроприводом и гидроуправлением.
В 1999 году выпущен автокран КС-35716 на шасси автомобиля ЗИЛ, а в дальнейшем на шасси МАЗ-5337 с гидроприводом и гидроуправлением грузоподъёмностью 12,5 т. Данная модель была оснащена сменным оборудованием-гуськом или люлькой для подъёма людей и производства работ. Также изготавливается опытный образец автокрана КС-45716 грузоподъёмностью 16 т, который оснащался люлькой и буром.
11 июня 1998 года Постановлением № 572 АООТ «Клинцовский автокрановый завод» был переименован в ОАО «Клинцовский автокрановый завод». В 1999 году предприятие вместе с Галичским автокрановым заводом вошло в холдинг под руководством ООО «Кудесник».
В 2000 году начат выпуск гидравлических 15-тонных автокранов серии КС-35719. В 2002 году начата разработка автокранов серии КС-45724-5 грузоподъёмностью 20 т. В 2001 году выпускаются автокраны грузоподъёмностью 16 т на базе шасси МАЗ, КамАЗ, УРАЛ. Завод выпускал 12 моделей автокранов грузоподъёмностью от 15 до 25 т. В 2005 году освоено серийное производство автокранов серии КС-55713-1К грузоподъёмностью 25 т. В 2008 году разработан и освоен в серийном производстве гусеничный кран «RDK-36» грузоподъёмностью 36 т; разработан автокран КС-65719-1К грузоподъёмностью 40 тонн.
В 2009 году на выставке CTT-2009 в Москве был представлен 25-тонный кран на шасси Ford Cargo с длиной стрелы 28 м и 9-метровым гуськом. Кроме того, на этой же выставке были показаны образцы двух башенных кранов — безоголовочный 8-тонный JT-110 и быстромонтируемый КБ-108. Краны выпускаются совместно с итальянскими партнёрами, поставляющими комплектацию.
В 2010 году на выставке Bauma-2010 в Мюнхене завод представил новую разработку − 36-тонный кран на гусеничном ходу «RDK-36».
В 2012 году разработан и поставлен на производство автокран КС-55713-5К-1 на метановом топливе грузоподъёмностью 25 т. В 2012 году на выставке СТТ-2013 представлен подъёмник-кран стреловой на базе автокрана КС-55713-1К-3 грузоподъёмностью 25 т на шасси грузового автомобиля КамАЗ-65115. В 2013 году разработаны и поставлены на производство краны «RDK-40Э» и «RDK-50Т» грузоподъёмностью 40 и 50 т, соответственно. В 2013 году на выставке СТТ-2013 завод представил кран КС-55713-1К-4 грузоподъёмностью 25 т со стрелой овоидного сечения длиной 31 метров. В 2015 году на выставке «СТТ-2015» завод представил краны грузоподъёмностью до 40 т с длиной стрелы 34 м.
В 2016 году на выставке «СТТ-2016» представлен автомобильный кран грузоподъёмностью 25 т КС-55713-ХК-4В и подъёмник-кран ПКС-55713-ХК-4В. В 2016 году по заказу министерства обороны была разработана и изготовлена установка для завинчивания свай. В 2017 году АО «КАЗ» запустил в производство кран-манипуляторную установку КМУ-10К и автогидроподъёмника АГП-36-5К.
В 2018 году завод начал выпуск кранов серии КС55713-5К-1 на газомоторном топливе. В 2019 году на выставке «bauma CTT Russia» представлен гусеничный кран RDK-55 грузоподъёмностью 55 т с решётчатой стрелой длиной 51 м. В 2020 году представлен кран-манипулятор КМА-10К на шасси КАМАЗ-43118 для нужд МЧС РФ.
В 2021 году на выставке «bauma СТТ Russia» были представлены гусеничный кран RDK-55, автомобильные краны КС-65713-5К-5В, КС-55729-5К-1Л и КС-55713-5К-5В грузоподъёмностью 55, 32 и 25 т, соответственно, а также автогидроподъёмники АГП-45-5К и АГП-36-3К.

## Продукция
Завод выпускает:
- стреловые автомобильные краны под маркой «Клинцы» с индексом «КС» грузоподъёмностью от 16 до 55 т на автомобильном шасси МАЗ, КамАЗ, УралАЗ, MAN, Volvo, Ford, Hyundai;
- краны на гусеничном ходу марки «Клинцы» серии «RDK» грузоподъёмностью от 36 до 55 т;
- стреловые автомобильные краны на газомоторном топливе;
- подъёмники-краны стреловые грузоподъёмностью от 25 до 32 т;
- автогидроподъёмники (автовышки) с высотой подъёма 18, 36 и 45 м;
- краноманипуляторные установки.

## Показатели

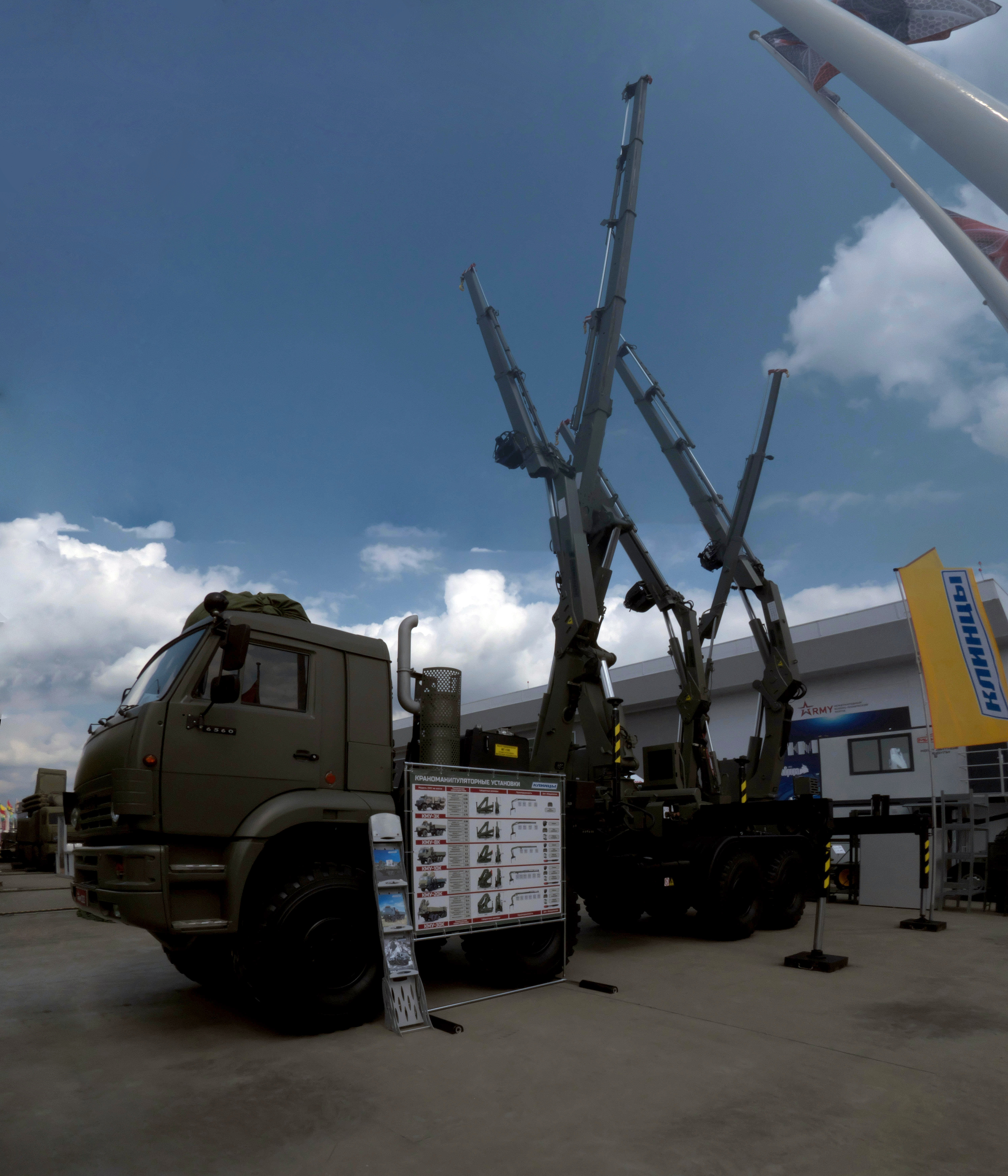
Все актуальные модели манипуляторов на выставке «Армия-2023».

- С момента начала серийного выпуска автомобильных кранов АО «КАЗ» было произведено около 50 000 автокранов.
- В 2012 году завод выпустил 1017 единиц техники.

## Награды
- Победитель VI Всероссийского конкурса «1000 лучших предприятий и организаций»-2005[10]
- «За эффективную деятельность, высокие достижения и стабильную работу» в 2005 году[11]
- В 2007 году вручён почётный диплом губернатора Брянской области «За достижения в области качества»[12]
- В 2020 году АО «КАЗ» было объявлено победителем в конкурсе «Инновации в строительной технике в России». Автогидроподъёмник АГП-36-5К с высотой подъёма 36 метров стал лучшим в своей категории.

## Санкции
23 февраля 2024 года завод включён в блокирующий санкционный список США против «субъектов поддерживающих военно-промышленную базу России». Ранее, 24 июня 2021 года, завод был включён в санкционный список Украины.

## Фотогалерея

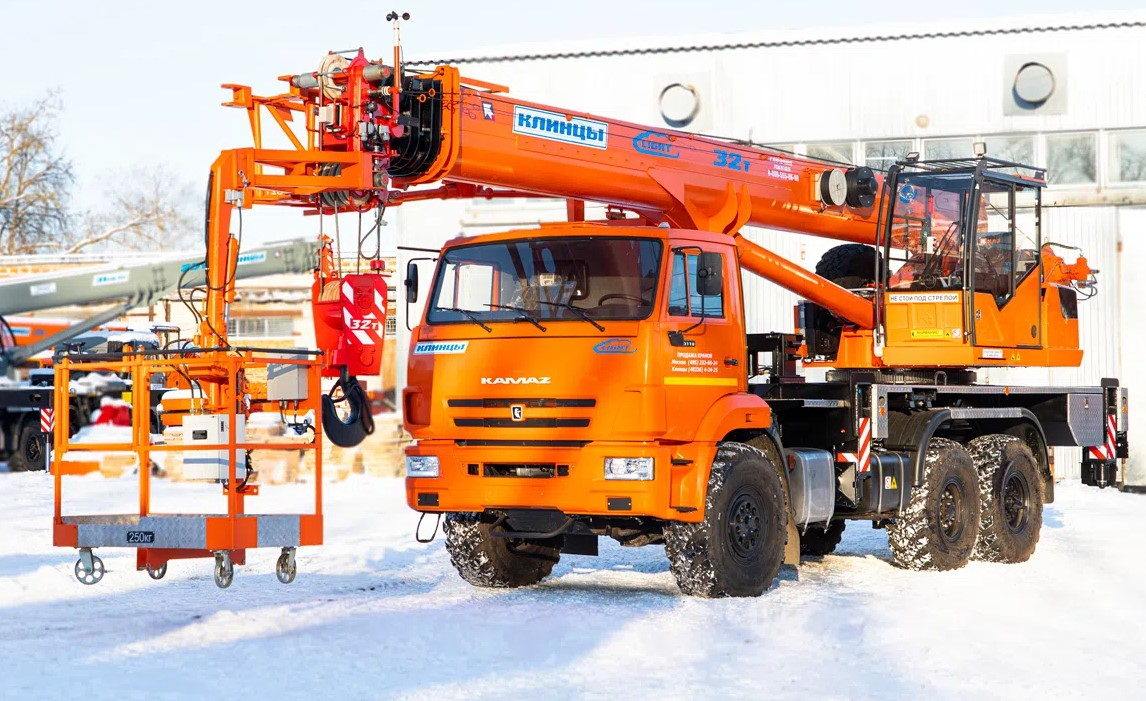
КС-55729-5К-1Л
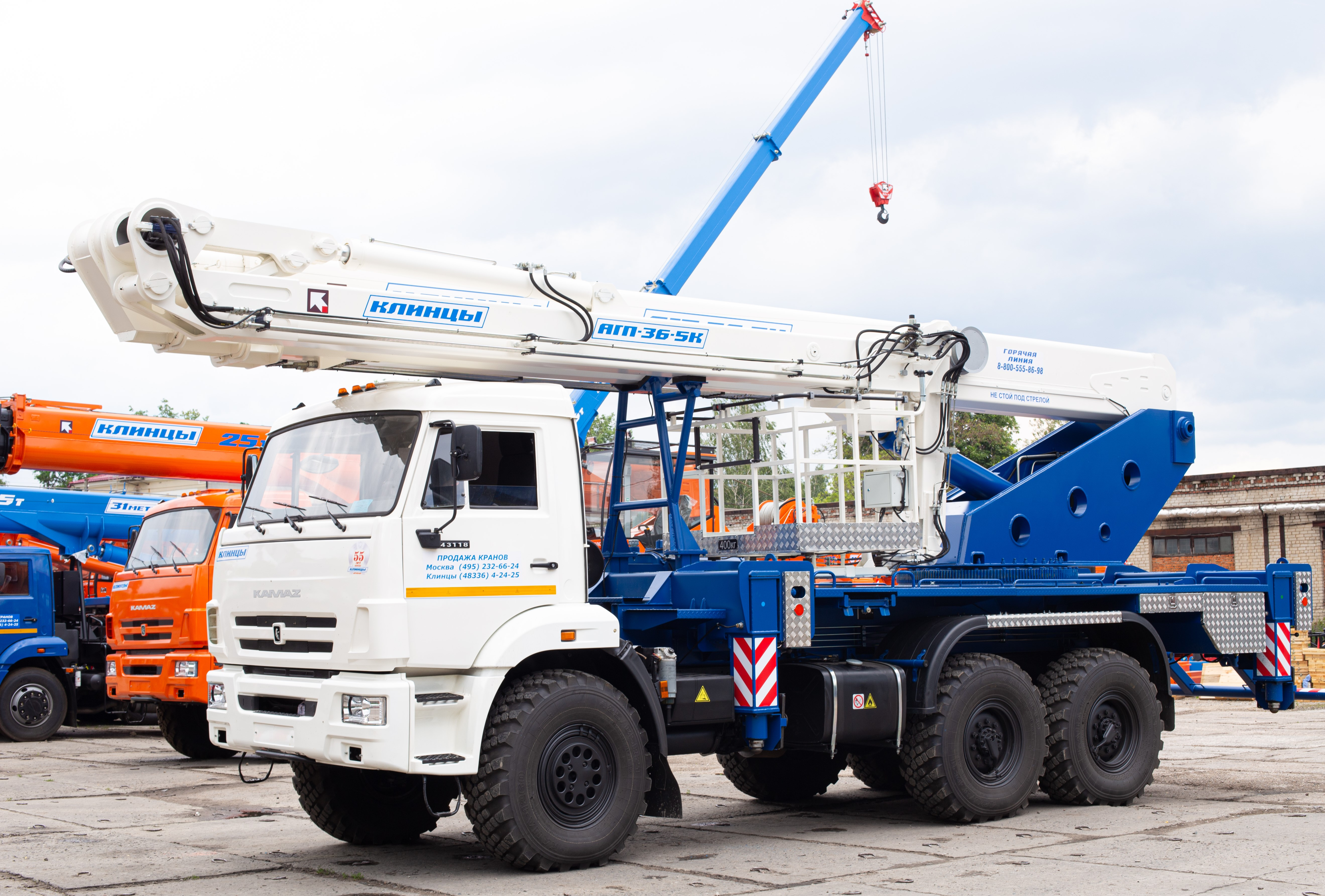
автогидроподъёмник АГП-36-5К
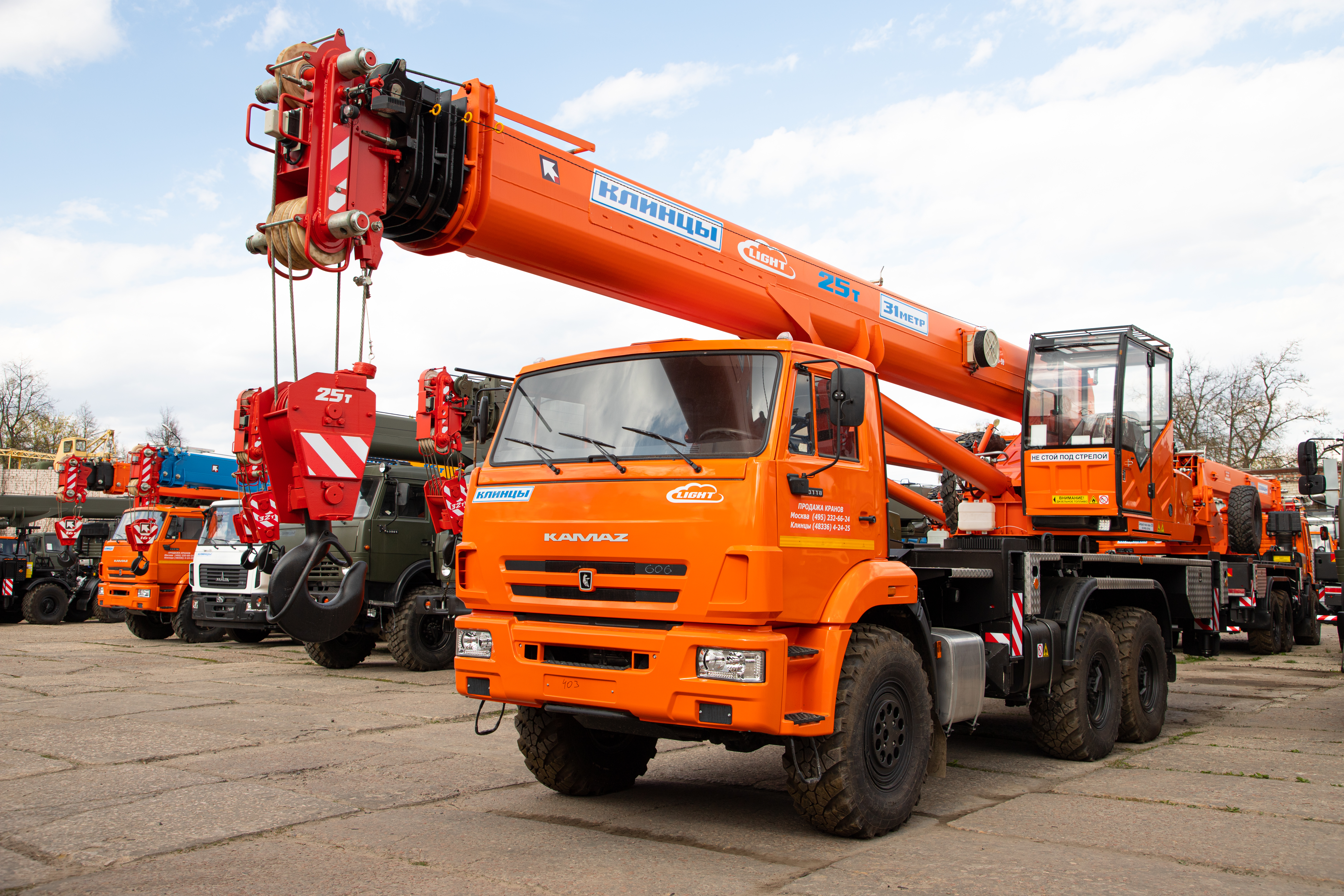
КС-55713-5К-4 Light
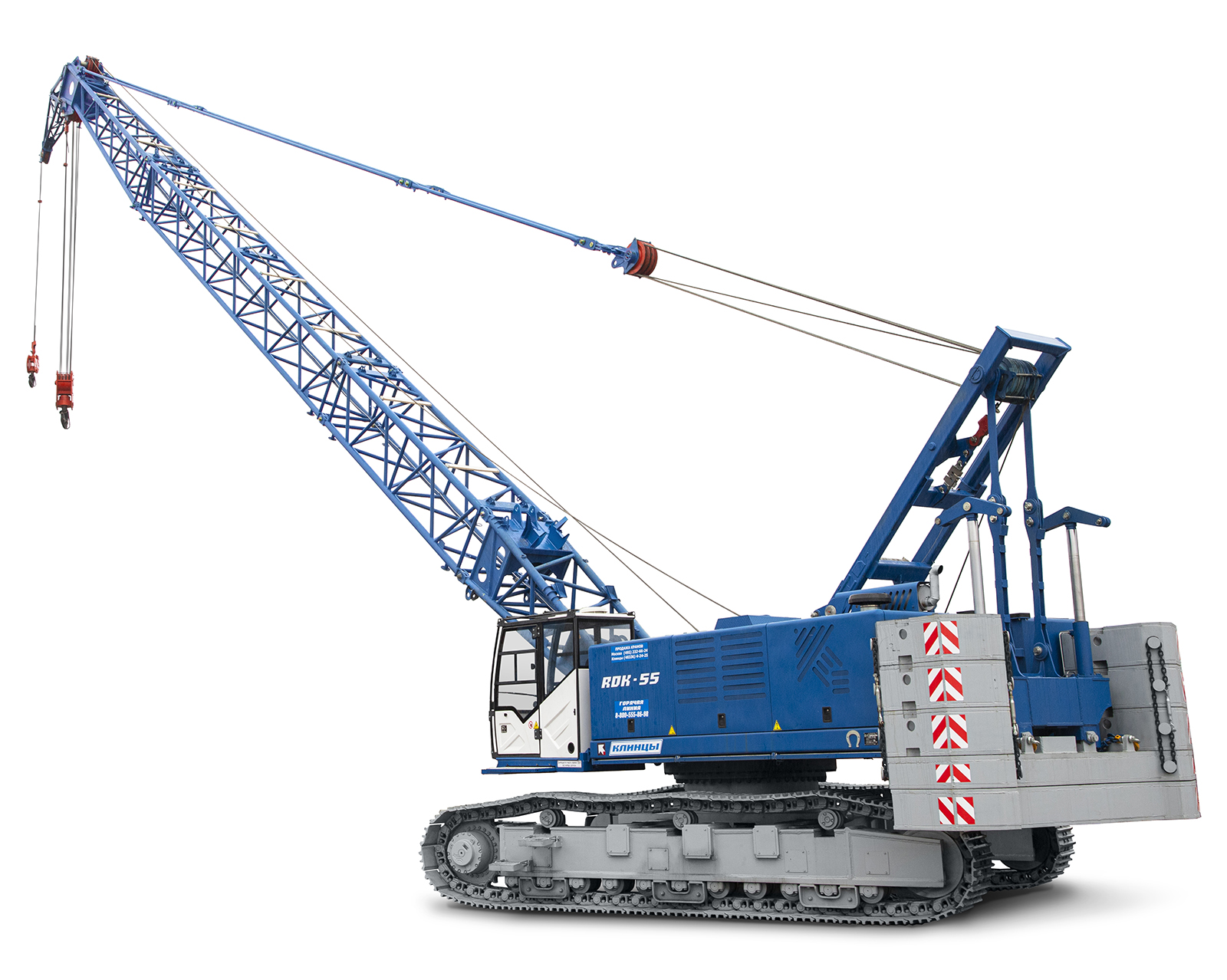
RDK 55
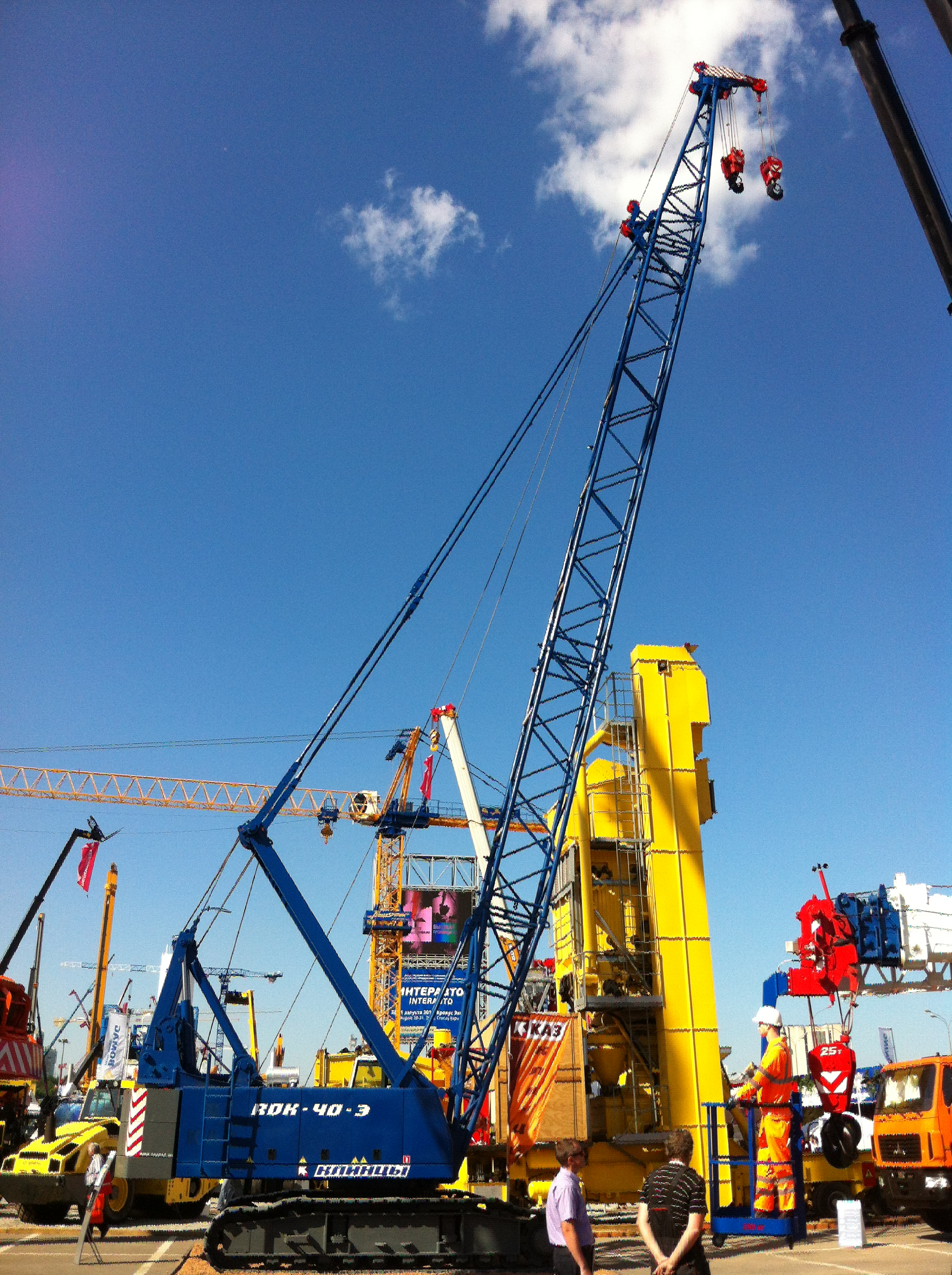
RDK-40Э «Клинцы»
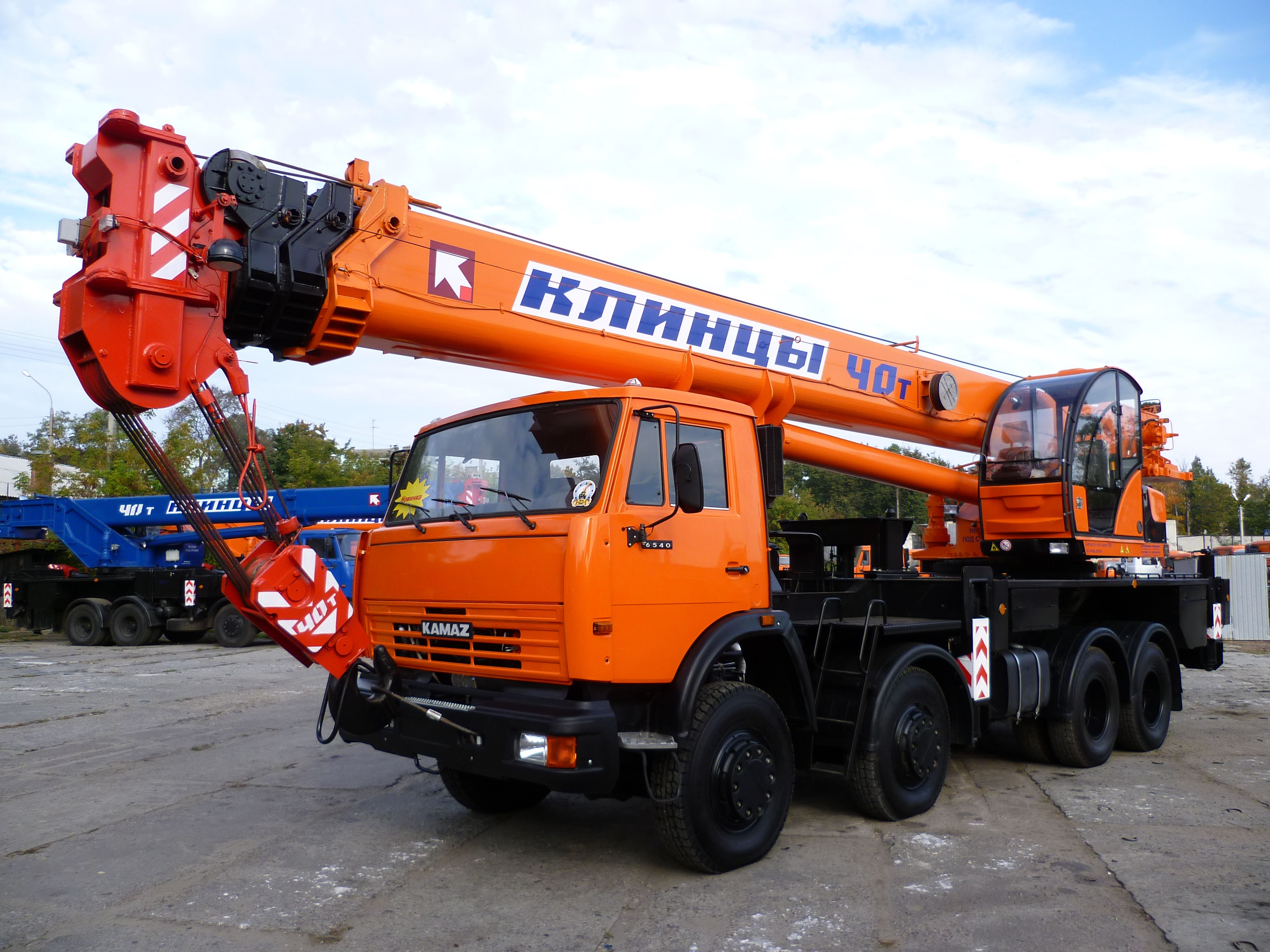
КС-65719-1К-1 «Клинцы»